# Chiquilla (canción de Kumbia All Starz)
«Chiquilla» es una canción de A.B. Quintanilla y los Kumbia All Starz. Es el primer sencillo de su álbum de estudio debut Ayer Fue Kumbia Kings, Hoy Es Kumbia All Starz tras cambio de nombre de la agrupación por A.B. Quintanilla. "Chiquilla" alcanzó el puesto 7 en "Hot Latin Tracks", el puesto 9 en "Latin Regional Mexican Airplay", el puesto 26 en "Latin Pop Airplay" y el puesto 31 en "Latin Tropical Airplay".

## Listado de pistas
- Descarga digital[4]

1. "Chiquilla" – 3:20

## Versiones
- "Chiquilla (Versión Única)" – 3:20
- "Chiquilla (Versión del álbum)" – 3:30
- "Chiquilla (Versión Salsa)" – 3:59[5]
- "Chiquilla (Versión Bachata)" – 3:08[6]
- "Chiquilla (versión portuguesa)" – 3:22[7]

## Listas musicales
| Lista (2009)                             | Posición |
| ---------------------------------------- | -------- |
| EE.UU. Billboard Hot Latin Songs         | 7        |
| EE.UU. Billboard Latin Regional Mexicana | 9        |
| EE.UU. Billboard Canciones de pop latino | 26       |
| México Los 40 Principales                | 11       |
|                                          |          |